# Grümpen (Fluss)
Die Grümpen ist ein 15 Kilometer langer linker Nebenfluss der Itz im Landkreis Sonneberg (Thüringen).

## Name
Bei dem Namen (1378 gen der Krümpen) handelt es sich um eine n- oder l-Ableitung vom germanischen Wort *krumba- für 'gekrümmt, gewunden'.

## Verlauf
Die Grümpen entspringt mit mehreren Quellbächen zwischen den Orten Siegmundsburg und Steinheid im Thüringer Schiefergebirge nahe dem Rennsteig an den Hängen der Berge Dürre Fichte und Kieferle. Nach dem Zusammenfluss ihrer Quellbäche durchfließt sie den Neumannsgrund, der nach dem Zufluss des linken (östlichen) Steinbaches in den Theuerer Grund übergeht. Beide bilden ein klammartiges Tal in Richtung Südwesten, das sie sich mit der Straße von Steinheid nach Schalkau teilen.
Das Tal öffnet sich nahe dem Ort Theuern. Hier wurde früher in der Grümpen Gold gewaschen. Sie galt als einer der goldreichsten Flüsse Deutschlands, woran heute das Goldmuseum Theuern erinnert.
Südlich von Theuern durchfließt die Grümpen das hügelige, teils bewaldete Sonneberger Hinterland und die Orte Rauenstein, Grümpen und Selsendorf, bevor sie in Almerswind in die Itz einmündet.

## Zuflüsse
- Andrufgraben (links)
- Bärenbach (rechts)
- Langenbach (links)
- Steinbach (links)
- Rußbach (links)